# 民主左翼 (英国)
民主左翼（英語：Democratic Left）是1990年代英国的一个后共产主义政治组织，起源于大不列颠共产党内的欧洲共产主义派及其杂志《今日马克思主义》（1991年停刊）。
该组织成立于1991年，当时大不列颠共产党决定根据其《新时代宣言》改革为一个左倾的、以多议题为基础的基层改良主义智库。该组织的书记是尼娜·坦普尔，她也是大不列颠共产党的最后一任总书记。许多大不列颠共产党的成员不同意这一决定，转而加入1988年脱离该党的不列颠共产党，而一些苏格兰成员则建立苏格兰共产党。
该组织主张建立一个多元化的社会主义社会，认为其“与资本主义的结构和价值观不相容”。该组织起初是一个政党，但决定在1992年英国大选中不提名候选人，而是支持反对保守党的策略性投票；不久，转变为一个非政党组织。该组织参与的活动包括工会现代化（如“工会21”）、反种族主义、文化多样性、推动英国民主化（如“让选票起作用”运动）、关注社会排斥和贫困问题（如“社会排斥网络”）等，重点是推动建立和运作有效充当“社会主义反保守派阵线”的联盟。
1997年，该组织为应对成员减少，出版一系列名为《未来》的政策杂志。1998年，在民主左翼作出避免“陷入宗派政治的泥潭”的决定后，由托洛茨基主义者主导的社会主义联盟的成员尝试加入该组织，但在法律诉讼后被阻止。1998年5月，该组织的苏格兰成员另立“民主左翼苏格兰”。1998年12月，该组织在英格兰和威尔士解散，并重组为“新时代网络”，向工党和其他政党的成员开放。新时代网络出版月刊《新时代》，并与费边社合作，于1999年6月举办“走向现实”会议。1999年12月，新时代网络改名为新政治网络。